# Els emigrants
Els emigrants (títol original, Utvandrarna) és una pel·lícula dramàtica sueca del 2021 dirigida per Erik Poppe, basada en la sèrie de novel·les Utvandrarna de Vilhelm Moberg. La pel·lícula es va estrenar a Suècia el 25 de desembre de 2021. La pel·lícula es diferencia de les seves predecessores perquè la trama gira sobretot al voltant de Kristina Nilsson, que és interpretada per Lisa Carlehed. En interpretacions anteriors, la trama girava principalment al voltant de Karl Oskar, que en aquest cas és interpretat per Gustaf Skarsgård. La pel·lícula s'ha doblat i subtitulat al català. La versió serialitzada de tres episodis també s'ha doblat i subtitulat al català central, així com al valencià per a À Punt.
La pel·lícula representa l'emigració de Suècia a l'Amèrica del Nord motivada, entre altres coses, per la poca disponibilitat d'aliments, així com per la terra verge de l'Oest Mitjà dels Estats Units que s'oferia als migrants a través de les anomenades Lleis d'assentament.

## Sinopsi
A mitjans del segle xix, la Kristina Nilsson i el seu marit Karl Oskar abandonen la pobresa a Småland per una nova vida a Amèrica.
A diferència dels llibres i de les adaptacions cinematogràfiques de Jan Troell de la dècada del 1970, aquesta pel·lícula està explicada des de la perspectiva de la Kristina i no pas d'en Karl Oskar.

## Repartiment

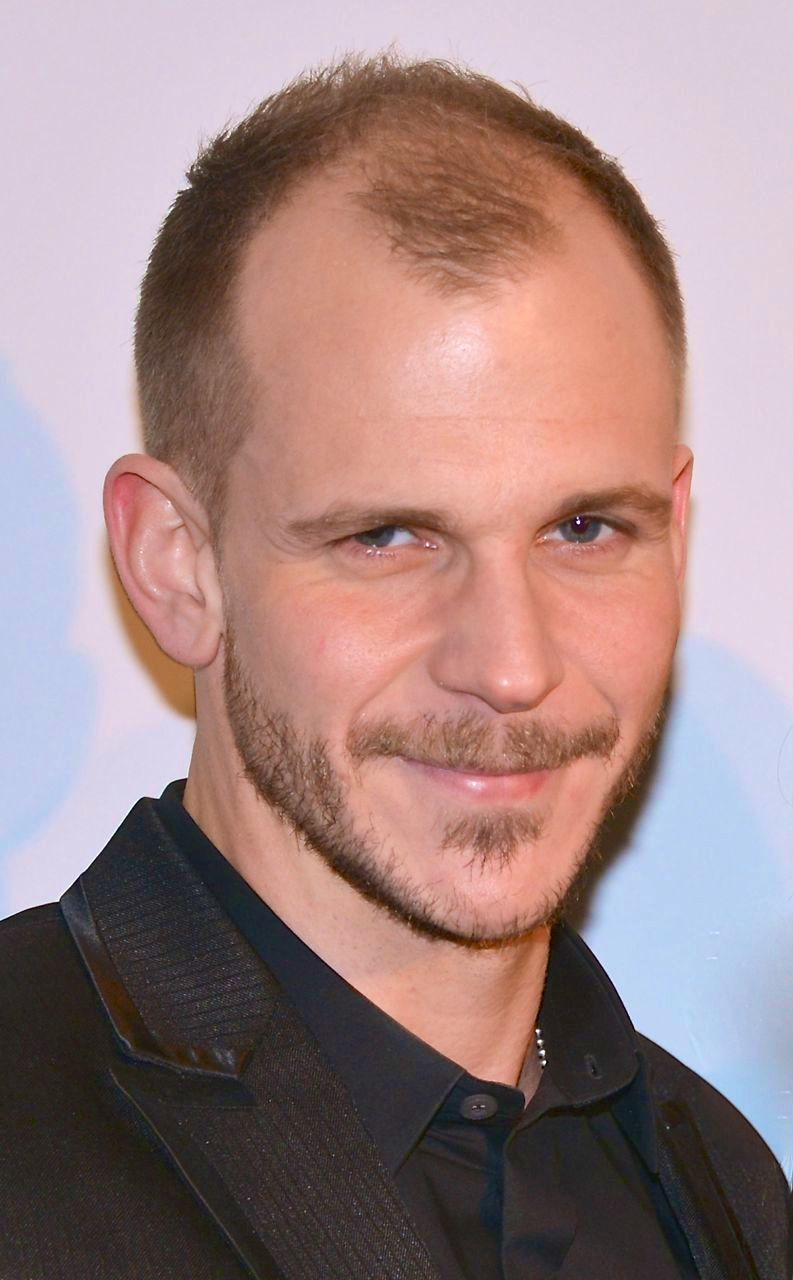
Gustaf Skarsgård interpretarel paper de Karl Oskar.

| Intèrpret             | Personatge                                         |
| --------------------- | -------------------------------------------------- |
| Lisa Carlehed         | Kristina                                           |
| Gustaf Skarsgård      | Karl Oskar                                         |
| Tove Lo               | Ulrika                                             |
| Sofia Helin           | Judit                                              |
| Kerstin Linden        | Lill-Märta, filla de la Kristina i d'en Karl Oskar |
| Lena Strömdahl        | Anna, mare de la Kristina                          |
| Lena-Pia Bernhardsson | Märta, mare d'en Karl Oskar                        |
| Rasmus Lindgren       | Petrus                                             |
| Nova Salmi-Wikander   | Elin, filla de l'Ulrika                            |
| Harald Knutsen-Öy     | Johan, fill de la Kristina i d'en Karl Oskar       |
| Emma Comstedt         | Anna, filla de la Kristina i d'en Karl Oskar       |
| Mikkel Bratt Silset   | Sjöman                                             |
| Jesper Arin           | Prost Brusander                                    |
| Eric Stern            | Anders Månsson                                     |
| Laurence Kinlan       | Pastor Jackson                                     |
| Díana Bermudez        | Wichahpi                                           |
| Hannes Fohlin         | Samuel Nöjd                                        |

## Rebuda
Els emigrants va ser vista per 74.347 espectadors a Suècia el 2021, la qual cosa la converteix en la quarta pel·lícula sueca més vista als cinemes aquell any.